# Kakteen-Haage
Kakteen-Haage ist eine Gärtnerei in Erfurt, die 1685 von Johann Peter Hage (ca. 1660–1725) gegründet wurde. 1822 erfolgte die Spezialisierung auf Kakteen, heute ist die Gärtnerei die älteste Kakteenzucht der Welt und zugleich die älteste Gärtnerei in Deutschland. Das Kerngeschäft konzentriert sich auf den Versand und Verkauf von Kakteen und anderen Sukkulenten, Sämereien, Spezialliteratur, Werkzeugen, Substraten und speziellem Zubehör. Kakteen-Haage ist ein CITES-Betrieb und Mitglied des Landesverbandes Gartenbau Thüringen.

## Kurzer Abriss zur Familie Haage
Die Gärtnerei Kakteen-Haage wird bereits in zehnter Generation (davon in sechster Generation Kakteengärtner) geführt und ist eng mit der Erfurter Gartenbautradition verbunden. 1685 wird erstmals Johann Peter Hage (die Familie schrieb sich bis 1807 nur mit einem „a“) in Erfurt als Gärtner genannt. Dieser stammte ursprünglich aus Zwätzen bei Jena und siedelte nach der großen Pestepidemie 1682/83 in die stark entvölkerte Domstadt über. Die gegründete Erwerbsgärtnerei wurde von den Söhnen und Enkeln des Johann Peter Hage fortgeführt.
Die Familie Haage ist weit verzweigt. Ein Familienast, der auf Johann Heinrich Hage (1737–1800) zurückgeht, begründete 1769 eine Spezialgärtnerei, die sich vor allem dem Anbau von Brunnenkresse widmete und daher im Erfurter Sprachgebrauch schlicht „Brunnenkresse-Haage“ hieß. Deren Gärtnerei fiel 1960 in staatliche Hand. Heute erinnert nur noch die Villa Haage im Erfurter Dreienbrunnengebiet an die Tradition. 
Ein anderer Familienzweig, dessen Stammvater Franz Anton Haage (1763–1836) war, gründete wahrscheinlich 1787 in Erfurt eine weitere Gärtnerei und spezialisierte sich als Samen- und Handelsgärtner. Die Gärtnerei wurde 1935 liquidiert und ging an F. C. Heinemann über. Hier hatte sie weiteren Bestand bis zur Zwangsenteignung durch die DDR im Jahr 1975.
Darüber hinaus gab es den bedeutenden Zweig von Johann Nicolaus Haage (IV. 1826–1878). Dieser gründete 1861 in Erfurt eine Samengärtnerei. Ein Jahr später stieg Ernst Schmidt (ein Sohn des Handelsgärtners J. C. Schmidt) als Teilhaber in die Firma ein, sodass diese fortan Haage & Schmidt hieß. 1864 wurde das Geschäft zur Handelsgärtnerei ausgebaut, die sich vor allem mit Raritäten aus ganz Europa und Übersee einen Namen machte. Einzigartig war die Bandbreite des Sortiments, da Pflanzen aus der ganzen Welt importiert wurden. Haage & Schmidt belieferten unter anderem die Botaniker in Kew Gardens in London mit ihren Neuheiten. Zugleich vermehrten sie die besten Exemplare und verkauften diese wiederum in die ganze Welt. Nach dem Unfalltod von Johann Nicolaus Haage 1878 trat dessen ehemaliger Lehrling, Carl Schmidt (nicht verwandt mit Ernst Schmidt), die Nachfolge des Verstorbenen an. Nach seinem Tod 1919 übernahm sein Sohn und später dessen Witwe Martha Louise Schmidt die Gärtnerei bis zu ihrem Freitod 1934. Die weitere Geschichte ist nur schwerlich rekonstruierbar. Nach dem Zweiten Weltkrieg fand der Betrieb sein Ende.

## Die Geschichte der Gärtnerei

### Die Spezialisierung auf Kakteen

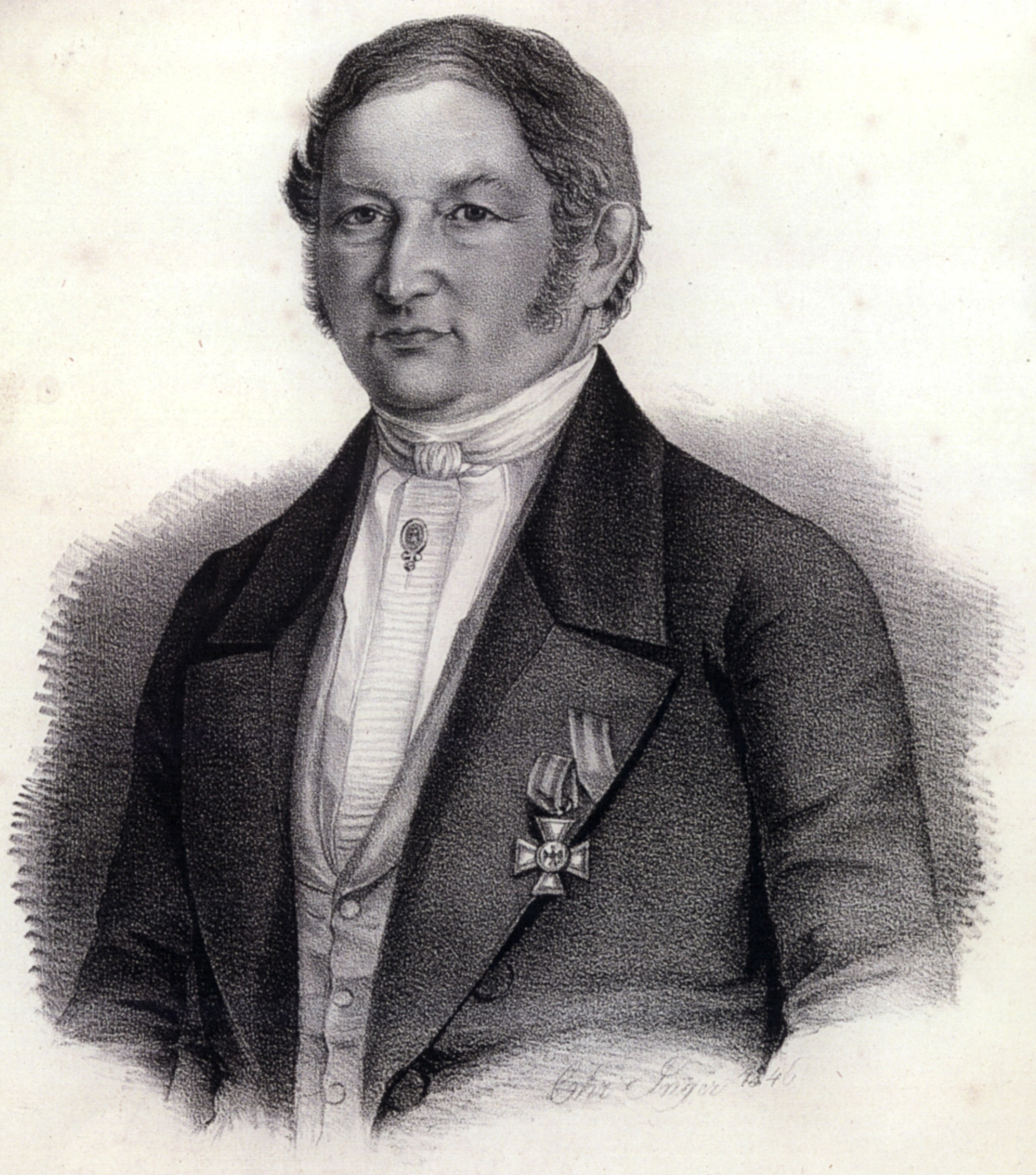
Friedrich Adolph Haage ca. 1846

Den Zweig der Kakteengärtner der Familie Haage begründete Friedrich Adolph Haage (1796–1866), der als „Urvater“ von Kakteen-Haage gilt. Sein Vater Johann Nicolaus (II. 1766–1814), ein Urenkel von Johann Peter Hage, war als Kunstgärtner in Erfurt ansässig. Ganz im Zeichen der Familie begann der junge Friedrich Adolph mit 15 Jahren seine Ausbildung unter der Regie des Hofgärtners Johann Heinrich Seidel am Hofe von König Friedrich August I. von Sachsen in Dresden. Ihm wurde aufgrund seiner Begabung und seines gärtnerischen Geschicks die Obhut über die Kakteensammlung der Hofgärtnerei anvertraut. Hier erhielt er als Abschiedsgeschenk einen Steckling der „Königin der Nacht“ (Selenicereus grandiflorus), die zum Grundstock der späteren Kakteensammlung gehörte. Zurück in Erfurt gründete er nach dem Ende seiner Ausbildungszeit 1822 seine eigene Gärtnerei unter dem Namen „Friedrich Adolph Haage jun.“ mit dem Schwerpunkt Sämereien. Haage war ein Visionär in der Bewerbung seiner Produkte. 1824 erschien erstmals sein Preisverzeichnis als zweiseitiges Blatt, das lokalen Zeitungen beigelegt wurde. Nach anfänglichen Schwierigkeiten expandierte die Gärtnerei bald. Haages besondere Leidenschaft galt dabei den Kakteen und anderen Sukkulenten. Innerhalb von nur wenigen Jahren konnte er eine der umfangreichsten Sukkulentensammlungen Europas aufbauen und avancierte zu einem äußerst geschätzten Kenner. Bedeutende Männer wie der Herzog von Sachsen-Weimar-Eisenach Carl August, Johann Wolfgang von Goethe, Franz Liszt oder Alexander von Humboldt besuchten ihn in seiner Gärtnerei in Erfurt, um die damals noch exotischen Pflanzen zu bewundern.

### Die Gärtnerei in der Krise
Nach dem Tod von Friedrich Adolph Haage 1866 übernahm dessen Sohn Gustav Ferdinand Haage (1830–1921) die Geschicke der Gärtnerei. Er war ein guter Kultivator und anerkannter Botaniker. Zugleich belasteten ihn allerdings Erbstreitigkeiten mit seinen zahlreichen Geschwistern. Mit dem Ausbau der Eisenbahn 1870 musste die damals noch in der Festung Erfurt gelegene Firma zudem vor die Tore der Stadt nach Daberstedt ausweichen. Das Gebiet vor der Stadt galt als unattraktiv, da der „Festungsrayon“ zahlreiche bürokratische Hürden mit sich brachte und langwierige Genehmigungen für jeden Neubau nötig waren. Der Umzug wirkte sich negativ auf die Firma aus, sodass sich Gustav Ferdinand Haage 1888 als Chef zurückzog und die Leitung der Gärtnerei im „Dreikaiserjahr“ an seinen Sohn übergab.

### Aufstieg zu neuer Blüte

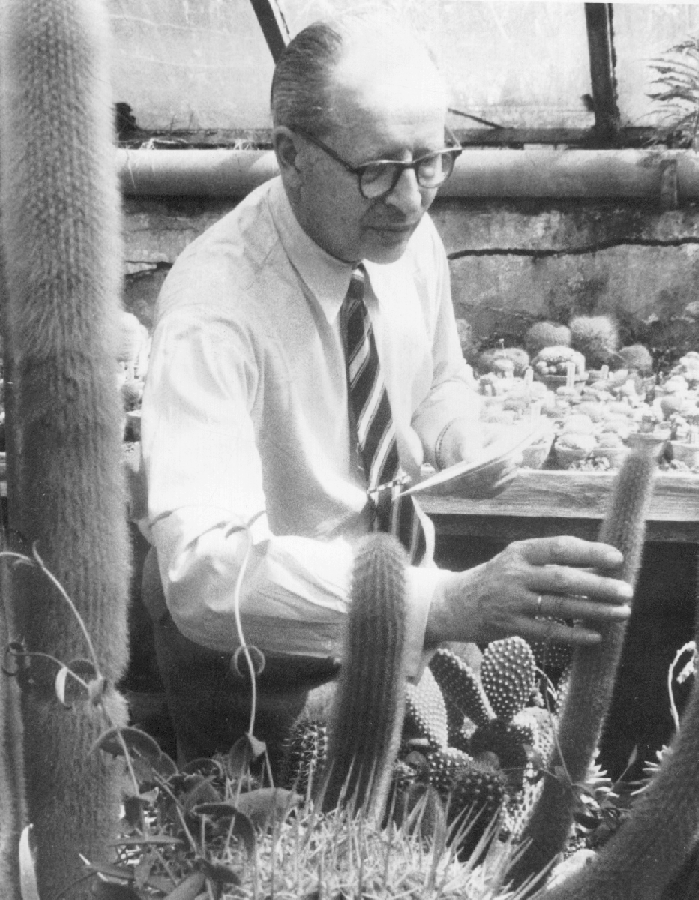
Walther Haage im Kakteenhaus

Ferdinand Friedrich Adolf Haage (1859–1930) übernahm das Geschäft von seinem Vater. Es gelang ihm, die Gärtnerei zu neuer Blüte zu führen, vor allem weil er sich auf seinen Großvater besann und sich wieder stärker auf Kakteen und andere Sukkulenten spezialisierte. Haage hatte eine grundlegende Ausbildung in Großbritannien genossen und machte die Gärtnerei „Friedrich Adolph Haage jun.“ mit der Teilnahme an zahlreichen Gartenbauausstellungen im In- und Ausland international bekannt. Hierbei konnte er zahlreiche und vielseitige Geschäftskontakte nach Übersee, Osteuropa und besonders nach Russland knüpfen. Das Geschäft florierte, sodass die Gärtnerei 1903 erneut umzog auf ein Grundstück in der Andreasflur, auf dem sich noch heute das Firmengelände befindet. Zeitgleich expandierte Haage stark, neue Gewächshäuser entstanden und ein gesteigertes Sortiment an Samen- und Pflanzenkulturen machten die Gärtnerei nicht nur im Deutschen Reich, sondern auch international zu einer der ersten Adressen. Mit dem Beginn des Ersten Weltkriegs nahm der Aufstieg ein jähes Ende, da alle internationalen Handelsbeziehungen abbrachen.

### Die weitere Geschichte bis heute
Nach dem Ersten Weltkrieg übernahm 1923 Walther Haage (1899–1992) die Leitung der Gärtnerei von seinem Vater. Der bekannte Kenner und Kakteenliebhaber schaffte es trotz Inflation, den Betrieb am Leben zu erhalten und sogar auszubauen, sodass Haage bald wieder durch sein großes Spezialsortiment als Kakteengärtnerei gefragt war. Er konnte auch an die Erfolge seines Vaters anknüpfen. Bereits 1935 besaß Kakteen-Haage das umfangreichste Sukkulentensortiment Deutschlands und war international im Handel tätig. Während des Zweiten Weltkriegs wurde die Gärtnerei infolge der verschärften Versorgungslage gezwungen, vornehmlich Gemüse anzubauen. Im Winter 1945/1946 war durch die zusammengebrochene Brennstoffversorgung die gesamte Sammlung der heimlich weiter kultivierten Kakteen gefährdet. Durch das Eingreifen des damaligen sowjetischen Stadtkommandanten Oberst Baranov, er war vor dem Zweiten Weltkrieg Direktor des Botanischen Gartens in Leningrad und kannte die Sukkulentensammlung der Haages, konnte die Gärtnerei vor dem Ruin bewahrt werden.
In der DDR etablierte Kakteen-Haage erneut die Pflanzen- und Samenproduktion und war nach wie vor ein gefragter Spezialist für Kakteen und andere Sukkulenten. Bis 1961 blieb der Betrieb in privater Hand, danach erfolgte eine Teilverstaatlichung, bis schließlich 1972 die Firma als „Brigade Kakteenzucht“ dem „Volkseigenen Gut Saatzucht Zierpflanzen“ angegliedert wurde. Da sich von staatlicher Seite aus kein geeigneter Leiter für die Gärtnerei fand, trat Walther Haages Sohn Hans-Friedrich Haage (* 1942) die Nachfolge seines Vaters an. Der in den 1970er Jahren einsetzende „Kakteenboom“ in ganz Deutschland sorgte dafür, dass die Gärtnerei nochmals expandierte und um das Fünffache erweitert wurde. Nach der politischen Wende 1989/1990 reprivatisierte Hans-Friedrich Haage im September 1990 die Gärtnerei und begann sie zu einer Endverkaufs- und Versandgärtnerei umzuwandeln. Der Neustart gelang, vor allem weil der Name „Kakteen-Haage“ immer noch große Bekanntheit genoss. 1996 übernahm Ulrich Haage (* 1970) in sechster Generation das Familienunternehmen von seinem Vater und führt es bis heute erfolgreich.

## Produkte
Mit 15.000–20.000 Artikeln in 3500 verschiedenen Arten und etwa 2000 Sorten bietet Kakteen-Haage eines der größten Sortimente an Kakteen und anderen Sukkulenten weltweit. Dazu gehört eine umfangreiche Auswahl an Sämereien. Der Kunde bekommt neben Substraten, Dünger und Pflanzenschutzmitteln weiteres Zubehör für Anzucht und Pflege der Pflanzen sowie Spezialliteratur. Kakteen-Haage ist zudem ein CITES-zertifizierter Artenschutzbetrieb und darf Pflanzen vermehren, die dem Washingtoner Artenschutzabkommen unterliegen.

## Spuren in Erfurt

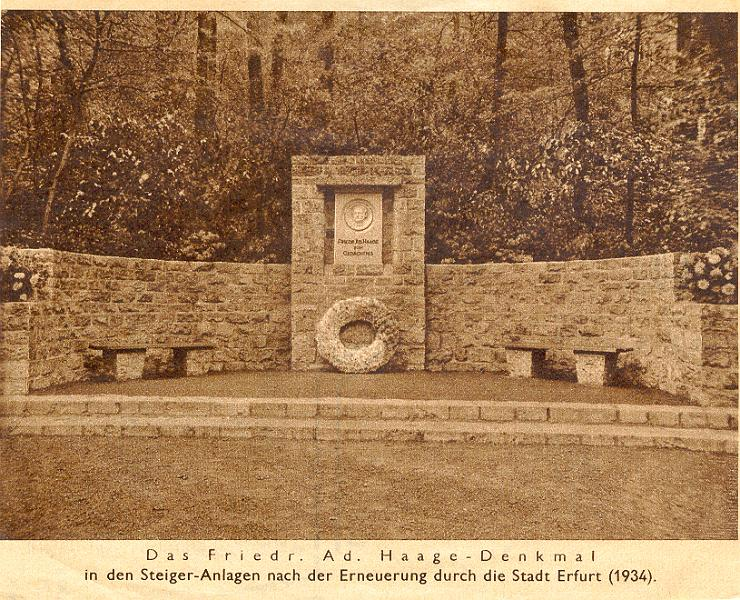
Das Denkmal für Friedrich Adolph Haage im Steiger, Erfurt 1934

Seit 1894 erinnerte ein Denkmal im Hopfengrund des Steiger in Erfurt an Friedrich Adolph Haage, wodurch der Stadtverschönerungsverein seine Verdienste würdigte. Durch Vandalismus zerstört, wurde es 1934 erneuert und stand am Hedemannsweg im Steiger. Heute befindet sich die Gedenkplatte im Familienbesitz.
Spätestens bis zum 200. Firmenjubiläum 2022 soll das Denkmal wieder hergerichtet werden.

## Kakteen-Museum
Innerhalb des Firmengeländes (Blumenstraße 68, 99092 Erfurt) befindet sich seit 1992 ein Kakteen-Museum, in dem zahlreiche Exponate in einer kleinen Ausstellung die Geschichte der Kakteenzucht in Europa und die Historie der Kakteengärtnerei Haage zeigen. Das Museum kann kostenlos bei den Führungen zum Tag der offenen Tür besichtigt werden.

## Das Kakteenessen
Am 22. Mai 1997 fand zum ersten Mal in einem Gewächshaus von Kakteen-Haage das Kakteenessen statt, es feierte 2017 sein 20-jähriges Jubiläum. Einmal im Jahr treffen sich an vier Abenden „kulinarisch Mutige“ zum „Kaktusdinner“ in Erfurt. Teil des 5-Gänge-Menüs sind auch immer Kakteen. Hierbei handelt es sich um die jungen Blätter der Opuntia ficus-indica, die in jeglicher Form, beispielsweise als Kaktusblättersauce, Kaktuseis oder als Original Thüringer Kaktusbratwurst auf den Tisch kommen.